# Éric Berthou
Éric Berthou (født 23. januar 1980) er en fransk tidligere professionel cykelrytter.